# Хелмно
Хелмно (пољ. Chełmno) град је и седиште истоименог повјата и општине у кујавско-поморском војводству, у долини Висле. По попису из 2021. године у граду је живело 18915 становника. Површина града је 13,86 km². У близини је мост преко висле преко кога прелази међународни пут Ћешин - Гдањск.

## Етимологија
Име града Хелмно потиче од хелм, старе пољске речи за брдо. Након што је област додељена Теутонским витезовима као пољском феуду 1232. године, германизовано име Кулм је коришћено у званичним документима у вези са градом.  Хелмно је припојен Пруској у Првој подели Пољске 1772. и, као део већег напора германизације, назив је званично преименован у Кулм. Током немачке окупације у Другом светском рату, град је поново преименован из Хелмна у Кулм.

## Историја
Хелмно је још од раног средњег века било важно насеље што потврђује недавно откривена базилика у римском стилу из XI века као и гробља из тог периода. Крсташи су 1228. године баш ово насеље изабрали за седиште Хмелинске земље, а од 1230 - 1250 је било главно крсташко насеље и седиште комтурије. 28. децембра 1233. године Хелмно добија статус града. У том периоду град је био познат и под називом Кулм (Kulm) (или Кулм (Culm)). Тада почиње највећи развој града, које је ступило у Ханту, али ипак није постало толико битно како је планирано и престигнуто је од Торуња.
У 14. веку, папским пресудама је наложено враћање града и региона Пољској, међутим, Тевтонски витезови нису поступилипо пресудама и наставили су да га заузимају. Град је остао у саставу државе Тевтонских витезова до 1454. Године 1440. град је био један од оснивача Пруске конфедерације, која се противила тевтонској власти, и на чији је захтев краљ Казимир IV Јагело поново инкорпорирао територију Краљевини Пољској 1454. У мају 1454. град се заклео на верност пољском краљу у Торуњу. Од 1466. године по торуњском миру град је припао Пруској краљевини. Од 1473. године. 
Године 1692. локална гимназија је трансформисана у Хелмно академију (Akademia Chełmińska), која је 1756. постала огранак Јагелонског универзитета у Кракову, најстаријег и водећег пољског универзитета. Гжегож Гервази Горчицки, један од највећих пољских барокних композитора, био је предавач на Академији 1690-их.
У XVIII веку Хелмно је почело да губи на значају, а 1772. године потпада под Пруску. Као Кулм, то је био гарнизонски град. Године 1776. Фридрих Велики је овде основао кадетску школу која је служила за германизацију пољских области и племства. Године 1890. у гарнизону је био 561 војник. 1. октобра 1890. кадетска школа је премештена у Кошалин (тада Кослин) у Померанији. Као део анти-пољске политике, Пруси су протерали краковске професоре из Хелмна, укинули локалну пољску академију и затворили католичке манастире. Пољаци су били подвргнути разним репресијама, локалне пољске новине су заплењене.
Када је 1939. избио Други светски рат, власти нацистичке Немачке су убиле 5.000 пољских цивила након што су преузеле контролу над територијом.

### Туристичке атракције
Хелмно је посебно богато туристичким атракцијама. У граду је очувано шест (од седам којих је постојало) готских цркава, скоро целе градске одбрамбене зидине, ренесансна градска већница, а такође и многе старе куће из XVIII - XIX века.
Сем тога атрактивна је и капија из средњег века.

## Општина
| Опис                                 | Укупно | Укупно | Жене  | Жене | Мушкарци | Мушкарци |
| ------------------------------------ | ------ | ------ | ----- | ---- | -------- | -------- |
| јединица                             | osób   | %      | особа | %    | особа    | %        |
| популација                           | 5 176  | 100    | 2 550 | 49,3 | 2 626    | 50,7     |
| густина насељености (становника/km²) | 45,4   | 45,4   | 22,4  | 22,4 | 23       | 23       |

## Демографија
| 2021.  |
| ------ |
| 18.915 |

## Партнерски градови
- Хан. Минден